# Merle Haggard
Merle Haggard (teljes nevén Merle Ronald Haggard) (Bakersfield, Kalifornia, 1937. április 6. – Palo Cedro, Kalifornia, 2016. április 6.) amerikai country-énekes, zeneszerző. Számos nagy sikerű dal (Workin' Man, I'm a Lonesome Fugitive) előadója. Gitáron és hegedűn is játszott.

## Életpályája
Szülei, Flossie Mae (leánykori családnevén Harp) és James Francis Haggard, Kaliforniába költöztek, miután a nagy gazdasági válság idején, 1934-ben leégett a fészer az oklahomai Checotah-beli otthonukban. 
Két gyermekükkel, Lowell-lel és Lilliannal a kaliforniai Bakersfieldben béreltek egy lakást, apja pedig a vasútnál helyezkedett el. Egy asszony megkérte az apát, alakítsa át a kaliforniai Oilsdaleben levő vasúti teherkocsiját lakássá. Nem sokkal később a vasúti kocsiból készült otthont és az alatta levő területet a család megvásárolta. Itt született 1937. április 6-án Merle Haggard.  The property was eventually expanded by building a bathroom, a second bedroom, a kitchen, and a breakfast nook in the adjacent lot.
Merle édesapja agyvérzésében meghalt 1945-ben. Ez Haggardot mélyen érintette iskolás korában és egész életén át. Édesanyjuk könyvelőként dolgozott, hogy eltartsa a családot.  amikor Merle 12 éves volt, bátyja, Lowell, ajándékozott neki egy használt gitárt. Merle magában tanult meg gitározni,  főleg az otthoni hanglemezek alapján, Bob Wills, Lefty Frizzell, és Hank Williams hatása alatt. Míg édesanyja sokat dolgozott, Merle egyre botrányosabban viselkedett. Bár édesanyja egy javítóintézetbe küldte őt, ám mindez csak rosszabbodott.
Haggard számos apróbb bűncselekményt követett el a tolvajlástól a csekkhamisításig. 1950-ben javító-nevelő intézetbe került emiatt.

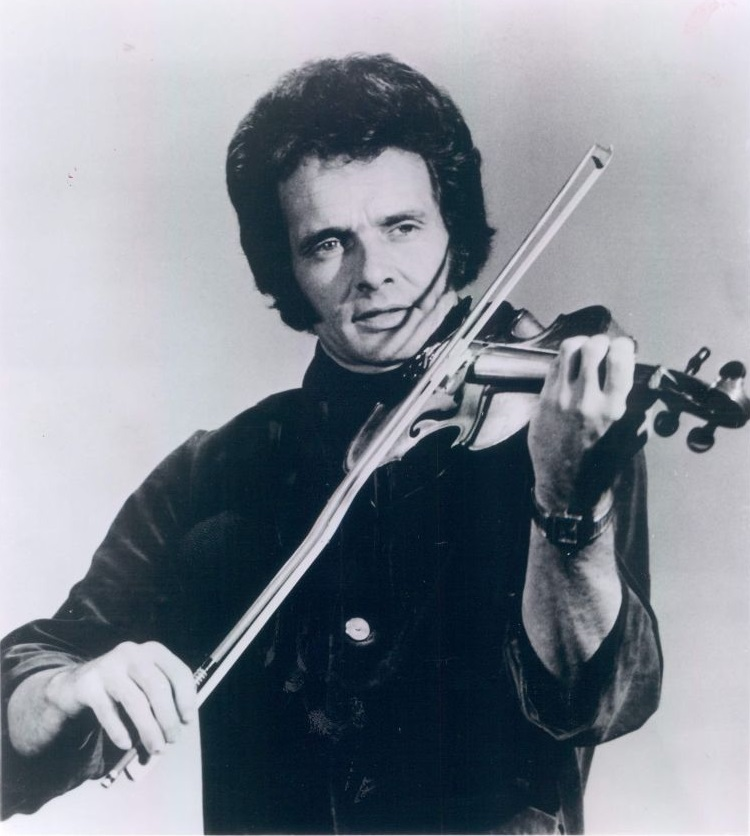
Merle Haggard 1975-ben

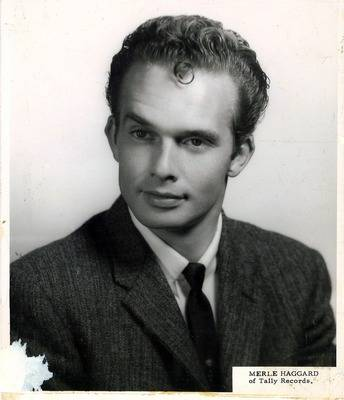
Merle Haggard 1961 körül

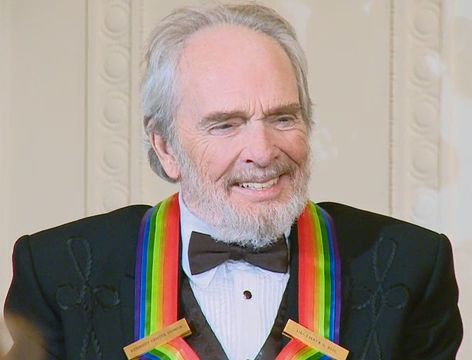
Merle Haggard 2010-ben

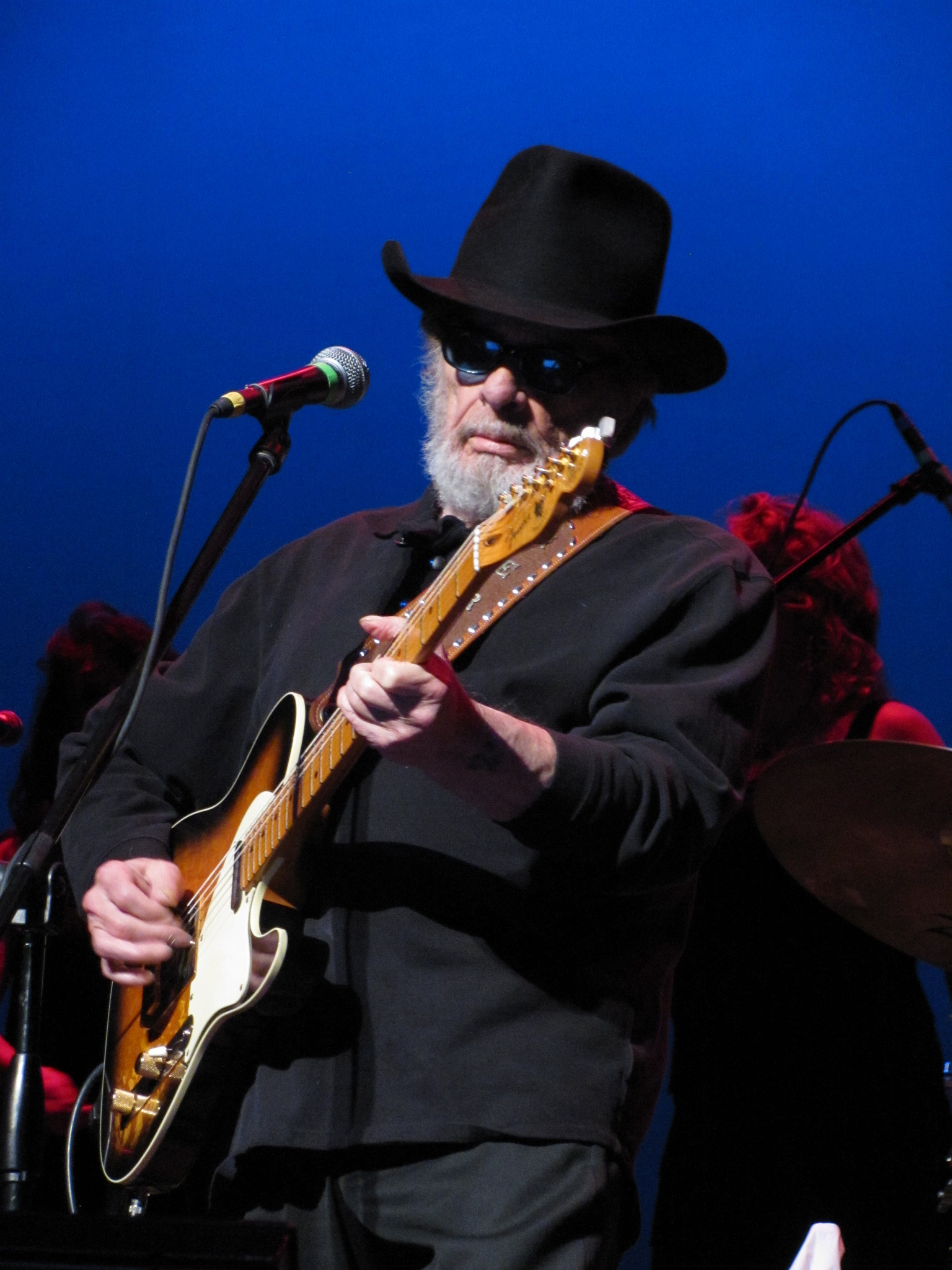
Merle koncert közben, 2013

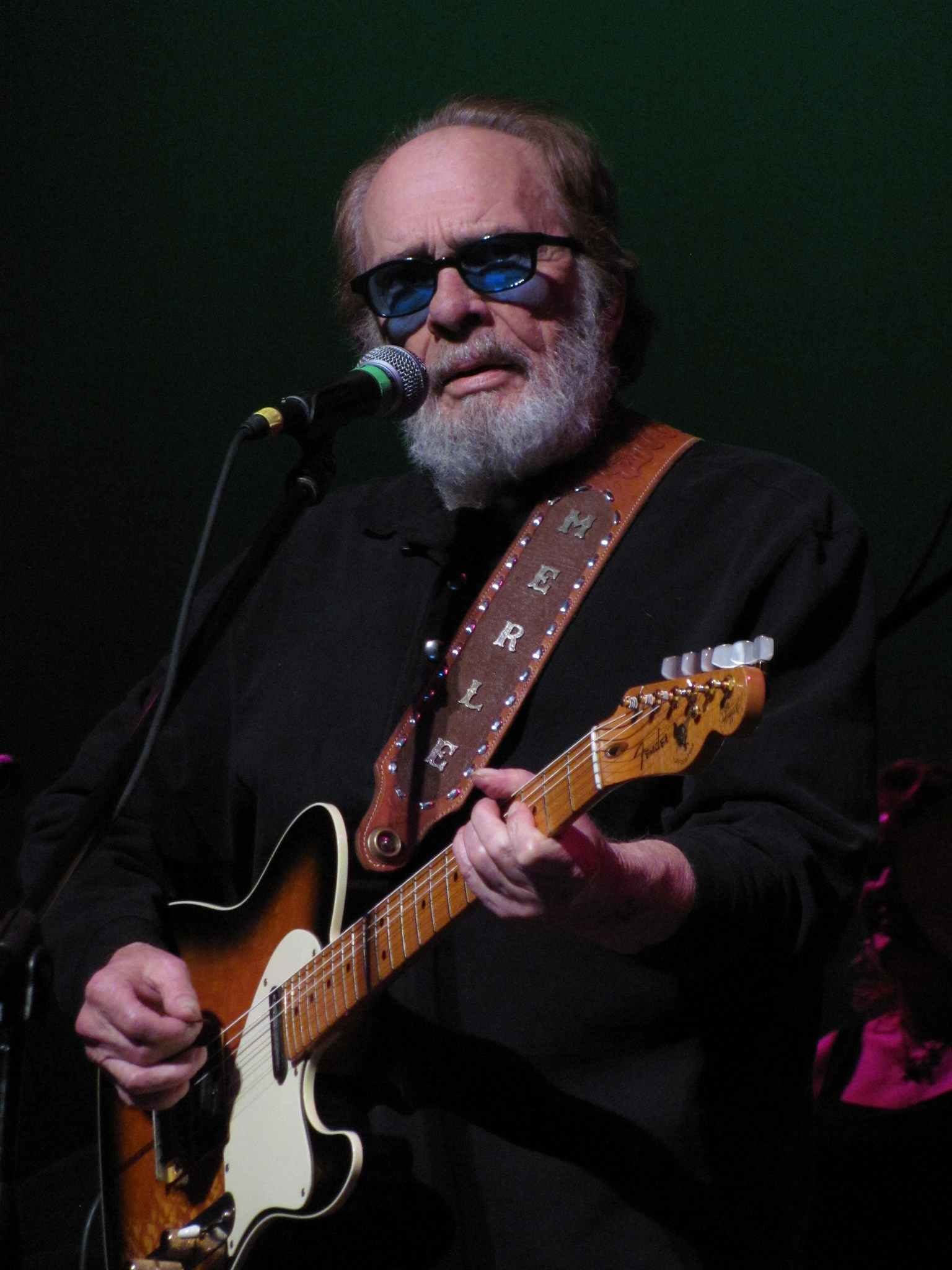
Merle koncert közben, 2013

## Number one sikerei
1. "The Fugitive (song)|I'm a Lonesome Fugitive" (1966)
2. "Branded Man (song)|Branded Man" (1967)
3. "Sing Me Back Home (song)|Sing Me Back Home" (1968)
4. "The Legend of Bonnie and Clyde (song)|The Legend of Bonnie and Clyde" (1968)
5. "Mama Tried (song)|Mama Tried" (1968)
6. "Hungry Eyes (Merle Haggard song)|Hungry Eyes" (1969)
7. "Workin' Man Blues" (1969)
8. "Okie from Muskogee (song)|Okie from Muskogee" (1969)
9. "The Fightin' Side of Me" (1970)
10. "Daddy Frank (The Guitar Man)|Daddy Frank" (1971)
11. "Carolyn (song)|Carolyn" (1971)
12. "Grandma Harp" (1972)
13. "It's Not Love (But It's Not Bad) (song)|It's Not Love (But It's Not Bad)" (1972)
14. "I Wonder If They Ever Think of Me" (1972)
15. "Everybody's Had the Blues" (1973)
16. "If We Make It Through December" (1973)
17. "Things Aren't Funny Anymore" (1974)
18. "Old Man from the Mountain" (1974)
19. "Kentucky Gambler" (1974)
20. "Always Wanting You" (1975)
21. "Movin' On (Merle Haggard song)|Movin' On" (1975)
22. "It's All in the Movies (song)|It's All in the Movies" (1975)
23. "The Roots of My Raising (song)|The Roots of My Raising" (1975)
24. "Cherokee Maiden" (1976)
25. "Bar Room Buddies" (with Clint Eastwood) (1980)
26. "I Think I'll Just Stay Here and Drink" (1980)
27. "My Favorite Memory" (1981)
28. "Big City (Merle Haggard song)|Big City" (1981)
29. "Yesterday's Wine (song)|Yesterday's Wine" (with George Jones) (1982)
30. "Going Where the Lonely Go (song)|Going Where the Lonely Go" (1982)
31. "You Take Me for Granted" (1982)
32. "Pancho and Lefty" (with Willie Nelson) (1983)
33. "That's the Way Love Goes (Johnny Rodriguez song)|That's the Way Love Goes" (1983)
34. "Someday When Things Are Good" (1984)
35. "Let's Chase Each Other Around the Room" (1984)
36. "A Place to Fall Apart" (with Janie Frickie) (1984)
37. "Natural High (Merle Haggard song)|Natural High" (1985)
38. "Twinkle, Twinkle Lucky Star" (1987)

## Díjai, elismerései
Academy of Country Music
- Academy of Country Music|1965 Most Promising Male Vocalist
- Academy of Country Music|1965 Best Vocal Group – with Bonnie Owens
- Academy of Country Music|1965 Top Vocal Duo with Bonnie Owens
- Academy of Country Music|1966 Top Male Vocalist
- Academy of Country Music|1967 Top Duo with Bonnie Owens
- Academy of Country Music|1969 Top Male Vocalist
- Academy of Country Music|1969 Album of the Year – "Okie from Muskogee"
- Academy of Country Music|1969 Song of the Year – "Okie from Muskogee (song)|Okie from Muskogee"
- Academy of Country Music|1969 Single of the Year – "Okie from Muskogee (song)|Okie from Muskogee"
- Academy of Country Music|1970 Entertainer of the Year
- Academy of Country Music|1970 Top Male Vocalist
- Academy of Country Music|1972 Top Male Vocalist
- Academy of Country Music|1974 Top Male Vocalist
- Academy of Country Music|1981 Top Male Vocalist
- Academy of Country Music|1982 Song of the Year – "Are the Good Times Really Over (I Wish a Buck Was Still Silver)|Are the Good Times Really Over"
- Academy of Country Music|1995 Pioneer Award
- Academy of Country Music|2005 Triple Crown
- Academy of Country Music|2008 Poet's Award
- Academy of Country Music|2014 Crystal Milestone Award

Country Music Association
- Country Music Association Awards|1970 Album of the Year – "Okie from Muskogee"
- Country Music Association Awards|1970 Entertainer of the Year
- Country Music Association Awards|1970 Male Vocalist of the Year
- Country Music Association Awards|1970 Single of the Year – "Okie from Muskogee (song)|Okie from Muskogee"
- Country Music Association Awards|1972 Album of the Year – "Let Me Tell You About a Song"
- Country Music Association Awards|1983 Vocal Duo of the Year – with Willie Nelson

Country Music Hall of Fame and Museum
- Inductees of the Country Music Hall of Fame|Inducted in 1994

Grammy Awards
- Grammy Award for Best Male Country Vocal Performance|1984 Best Country Vocal Performance, Male – "That's The Way Love Goes"
- Grammy Award for Best Country Collaboration with Vocals|1998 Best Country Collaboration with Vocals with Clint Black, Joe Diffie, Emmylou Harris, Alison Krauss, Patty Loveless, Earl Scruggs, Ricky Skaggs, Marty Stuart, Pam Tillis, Randy Travis, Travis Tritt & Dwight Yoakam for "Same Old Train"
- Grammy Hall of Fame Award|1999 Grammy Hall of Fame Award – "Mama Tried (song)|Mama Tried"

Nashville Songwriters Hall of Fame
- Nashville Songwriters Hall of Fame|Inducted in 1977

Kennedy Center Honors
- Kennedy Center Honors|Inducted in 2010